# Chữ Tất-đàm
Chữ Tất Đàm hay chữ Siddham (𑖭𑖰𑖟𑖿𑖠𑖽) là một dạng văn tự cổ của tiếng Phạn được dùng để ghi chép kinh điển Phật giáo ở Ấn Độ thời xưa. Chữ này âm Phạn đọc là Siddhaṃ có nghĩa là "thành tựu"; chữ Devanagari viết là सिद्धं Khi chữ này truyền sang Trung Quốc thì được phiên ra nhiều âm khác nhau: Tất Đàm, Tất Đàn, Tất Đán, Thất Đán, Thất Đàn... Khi truyền sang Nhật Bản thì người Nhật gọi chữ này là Bonji.

## Lịch sử
Thời điểm ra đời của loại chữ này đến nay vẫn chưa thống nhất. Theo John Stevens, tác giả Sacred Calligraphy of the East (Thư pháp linh tự Đông Phương) thì hình dạng chữ này chuẩn định vào khoảng năm 700 sau Công nguyên nhưng đã trải qua thời kỳ hình thành khá lâu trước đó. Chứng tích là kinh lá bối bằng chữ Tất Đàm chép Bát Nhã Tâm Kinh được thỉnh từ Thiên Trúc qua ngả Trung Hoa sang tận Nhật Bản năm 610. Một số tài liệu thì cho rằng chữ này hình thành trong khoảng những năm 420-588 và xuất phát từ Nam Ấn.
Chữ Tất Đàm gốc là chữ cổ Gupta, sau đó biến hóa thành chữ Devanagari. Kinh điển Phật giáo từ Ấn Độ thời xưa truyền sang các nước lân cận ở nhiều dạng văn tự khác nhau trong đó chữ Tất Đàm mang tầm quan trọng nhất, trong đó có bộ Kinh tạng của Huyền Trang thỉnh về từ Ấn Độ (vào năm 645).
Tại Việt Nam chữ Tất Đàm từ xưa đến nay được mật truyền trong các tự viện. Với đại chúng thì lối chữ này không có mặt trong các văn bản lưu hành.
Ở Trung Quốc thời Đường, kinh văn chữ Phạn chính là chữ Siddham, đã xuất hiện các tác phẩm Phạn Tự Thiên Văn của Nghĩa Tịnh, Tất Đàm Tự Ký của Trí Quảng, Tự Mẫu Biểu của Nhất Hạnh.
Tại Nhật Bản chữ Tất Đàm gọi là Bonji, tức "Phạm tự" (chữ của thiên vương Phạm Thiên). Sử ghi năm 608 đoàn tăng sĩ và tông đồ từ Nhật sang Trung Hoa thỉnh kinh và đem về nước một bộ kinh chữ Bonji. Tông phái Đông Mật của Không Hải cho tới nay vẫn chú trọng lối chữ Tất Đàm trong thư tịch.
Có người cho rằng khi Trung Quốc tiếp thu chữ Nagari thì chữ Tất Đàm bị đẩy vào quên lãng. Thời điểm này cũng là lúc bang giao giữa Nhật và Trung Quốc bị gián đoạn nên chữ Nagari và các thế hệ chữ viết sau này không được truyền sang lấn chân chữ Tất Đàm tại Nhật. Vì lý do đó, chữ này đã trở thành tử ngữ tại Trung Quốc và ở các nước khác trừ nước Nhật. Thực tế là chữ Tất Đàm vẫn được bảo tồn và lưu truyền trong các dòng Mật tông tại các nước trong khu vực.

## Các giả thuyết về sự hình thành chữ Tất Đàm

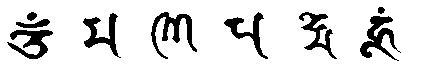
Chân ngôn Oṃ Maṇi Padme Hūṃ được viết bằng chữ Siddham

- Chữ Tất Đàm dùng để ghi lại lời Phật dạy ở cảnh giới Long Cung, do Long Thọ Bồ Tát mang về truyền dạy lại. Do đó chữ này được gọi là Long Cung Tương Thừa.
- Chữ Tất Đàm do thiên vương Phạm Thiên tạo ra để làm phương tiện truyền đạt tri thức cho nhân loại. Do đó chữ này được gọi là Phạm Vương Tương Thừa hay Nam Thiên Tương Thừa.
- Chữ Tất Đàm do Phật Thích Ca truyền dạy. Do đó chữ này được gọi là Thích Ca Tương Thừa. Đến sau khi Phật nhập diệt thì các vị Văn Thù, Di Lặc, A Nan dùng chữ này để kết tập kinh điển.
- Chữ Tất Đàm do Đại Nhật Như Lai truyền dạy. Do đó chữ này được gọi là Đại Nhật Tương Thừa. Kim Cương Tát Đỏa dùng chữ này để kết tập. Về sau Long Mãnh Bồ Tát vào tháp sắt thọ nhận và lưu truyền.

## Bảng mẫu tự

### Nguyên âm
| Thể độc lập | Phiên Latin | Thể ghép với | Thể độc lập | Phiên Latin | Thể ghép với |
| ----------- | ----------- | ------------ | ----------- | ----------- | ------------ |
|             | a           |              |             | ā           |              |
|             | i           |              |             | ī           |              |
|             | u           |              |             | ū           |              |
|             | e           |              |             | ai          |              |
|             | o           |              |             | au          |              |
|             | aṃ          |              |             | aḥ          |              |
| Thể độc lập | Phiên Latin | Thể ghép với | Thể độc lập | Phiên Latin | Thể ghép với |
| ----------- | ----------- | ------------ | ----------- | ----------- | ------------ |
|             | ṛ           |              |             | ṝ           |              |
|             | ḷ           |              |             | ḹ           |              |
| ā | i | i | ī | ī | u | ū | o | au | aṃ |

### Phụ âm
|               | Âm tắc   | Âm tắc       | Âm tắc    | Âm tắc | Âm mũi | Âm tiếp cận | Âm xát |
| Vô thanh      | Vô thanh | Hữu thanh    | Hữu thanh |        | Âm mũi | Âm tiếp cận | Âm xát |
| Âm không bật  | Âm bật   | Âm không bật | Âm bật    |        | Âm mũi | Âm tiếp cận | Âm xát |
| ------------- | -------- | ------------ | --------- | ------ | ------ | ----------- | ------ |
| Âm thanh hầu  |          |              |           |        |        |             | h      |
| Âm vòm mềm    | k        | kh           | g         | gh     | ṅ      |             |        |
| Âm vòm        | c        | ch           | j         | jh     | ñ      | y           | ś      |
| Âm quặt lưỡii | ṭ        | ṭh           | ḍ         | ḍh     | ṇ      | r           | ṣ      |
| Âm răng       | t        | th           | d         | dh     | n      | l           | s      |
| Âm đôi môi    | p        | ph           | b         | bh     | m      |             |        |
| Âm môi răng   |          |              |           |        |        | v           |        |
| kṣ | llaṃ |
| ch | j | ñ | ṭ | ṭh | ḍh | ḍh | ṇ | ṇ | th | th | dh | n | m | ś | ś | v |

## Bát Nhã Tâm Kinh viết bằng chữ Tất Đàm
| Bảng Unicode Siddhaṃ (Tất đàm) Official Unicode Consortium code chart: Siddham Version 13.0 |   |   |   |   |   |   |   |   |   |   |   |   |   |   |   |   |
|                                                                                             | 0 | 1 | 2 | 3 | 4 | 5 | 6 | 7 | 8 | 9 | A | B | C | D | E | F |
| U+1158x                                                                                     | 𑖀 | 𑖁 | 𑖂 | 𑖃 | 𑖄 | 𑖅 | 𑖆 | 𑖇 | 𑖈 | 𑖉 | 𑖊 | 𑖋 | 𑖌 | 𑖍 | 𑖎 | 𑖏 |
| U+1159x                                                                                     | 𑖐 | 𑖑 | 𑖒 | 𑖓 | 𑖔 | 𑖕 | 𑖖 | 𑖗 | 𑖘 | 𑖙 | 𑖚 | 𑖛 | 𑖜 | 𑖝 | 𑖞 | 𑖟 |
| U+115Ax                                                                                     | 𑖠 | 𑖡 | 𑖢 | 𑖣 | 𑖤 | 𑖥 | 𑖦 | 𑖧 | 𑖨 | 𑖩 | 𑖪 | 𑖫 | 𑖬 | 𑖭 | 𑖮 | 𑖯  |
| U+115Bx                                                                                     | 𑖰  | 𑖱  | 𑖲  | 𑖳  | 𑖴  | 𑖵  |   |   | 𑖸  | 𑖹  | 𑖺  | 𑖻  | 𑖼  | 𑖽  | 𑖾  | 𑖿  |
| U+115Cx                                                                                     | 𑗀  | 𑗁 | 𑗂 | 𑗃 | 𑗄 | 𑗅 | 𑗆 | 𑗇 | 𑗈 | 𑗉 | 𑗊 | 𑗋 | 𑗌 | 𑗍 | 𑗎 | 𑗏 |
| U+115Dx                                                                                     | 𑗐 | 𑗑 | 𑗒 | 𑗓 | 𑗔 | 𑗕 | 𑗖 | 𑗗 | 𑗘 | 𑗙 | 𑗚 | 𑗛 | 𑗜  | 𑗝  |   |   |
| U+115Ex                                                                                     |   |   |   |   |   |   |   |   |   |   |   |   |   |   |   |   |
| U+115Fx                                                                                     |   |   |   |   |   |   |   |   |   |   |   |   |   |   |   |   |